# Richia triphaenoides
Richia triphaenoides là một loài bướm đêm trong họ Noctuidae.